# Polyporaceae
Polyporaceae é uma família de cogumelos basidiomicetos.

## Géneros

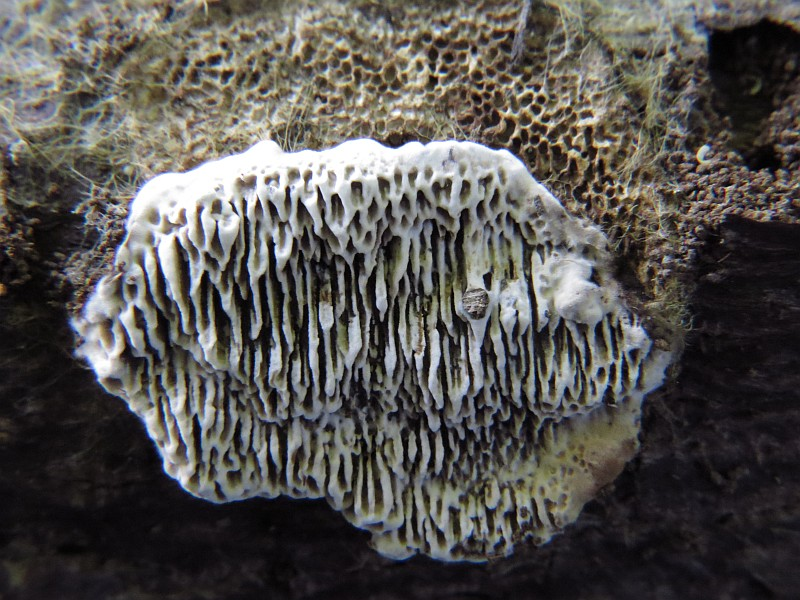
Datronia mollis

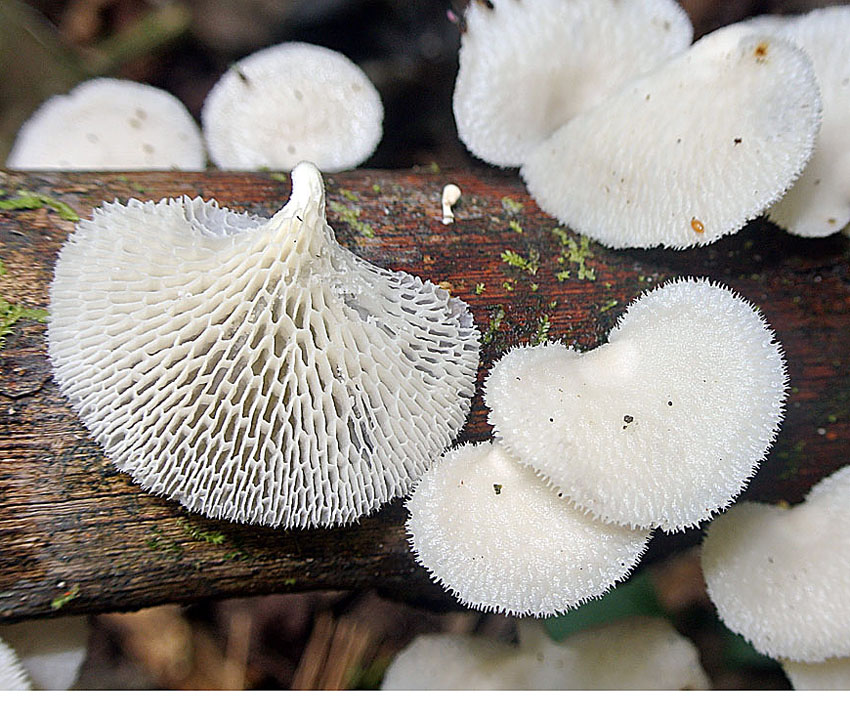
Favolus tenuiculus

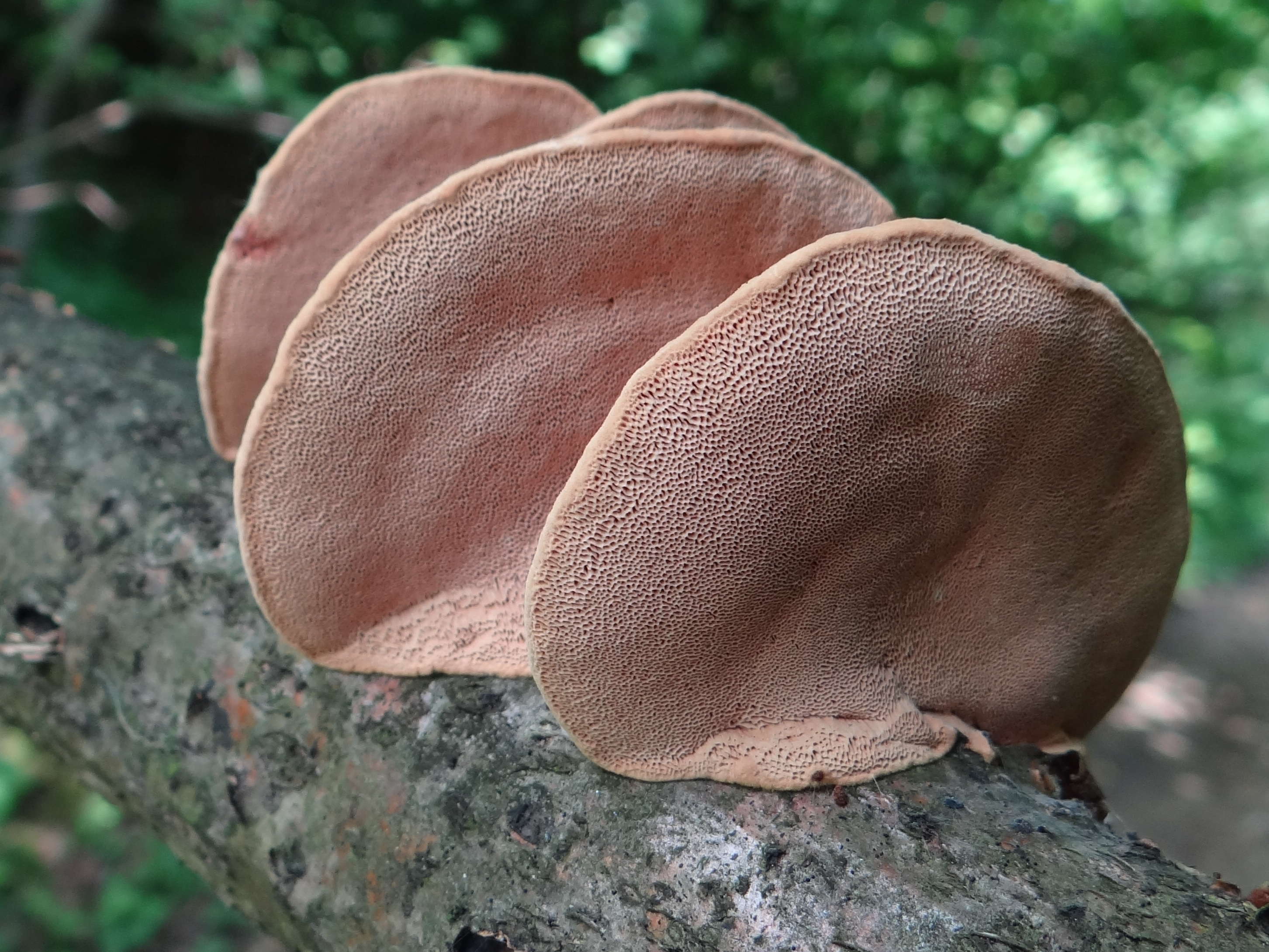
Hapalopilus nidulans

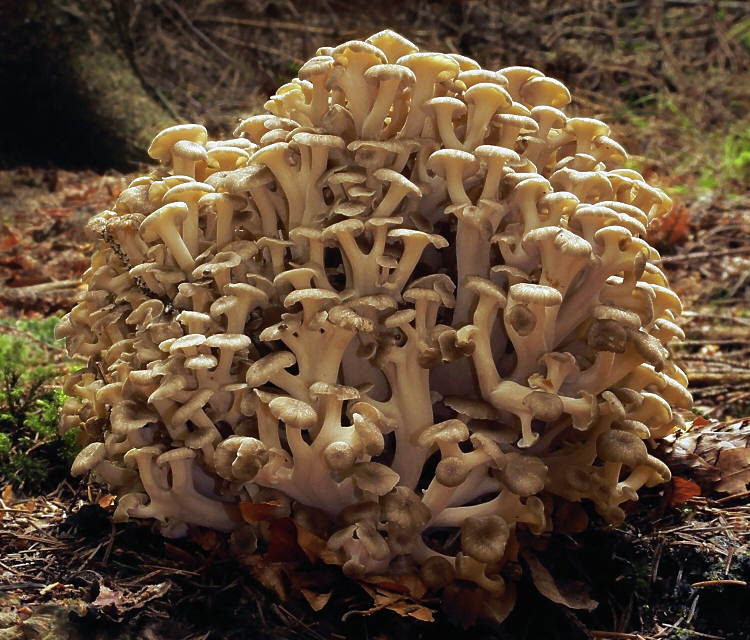
Polyporus umbellatus

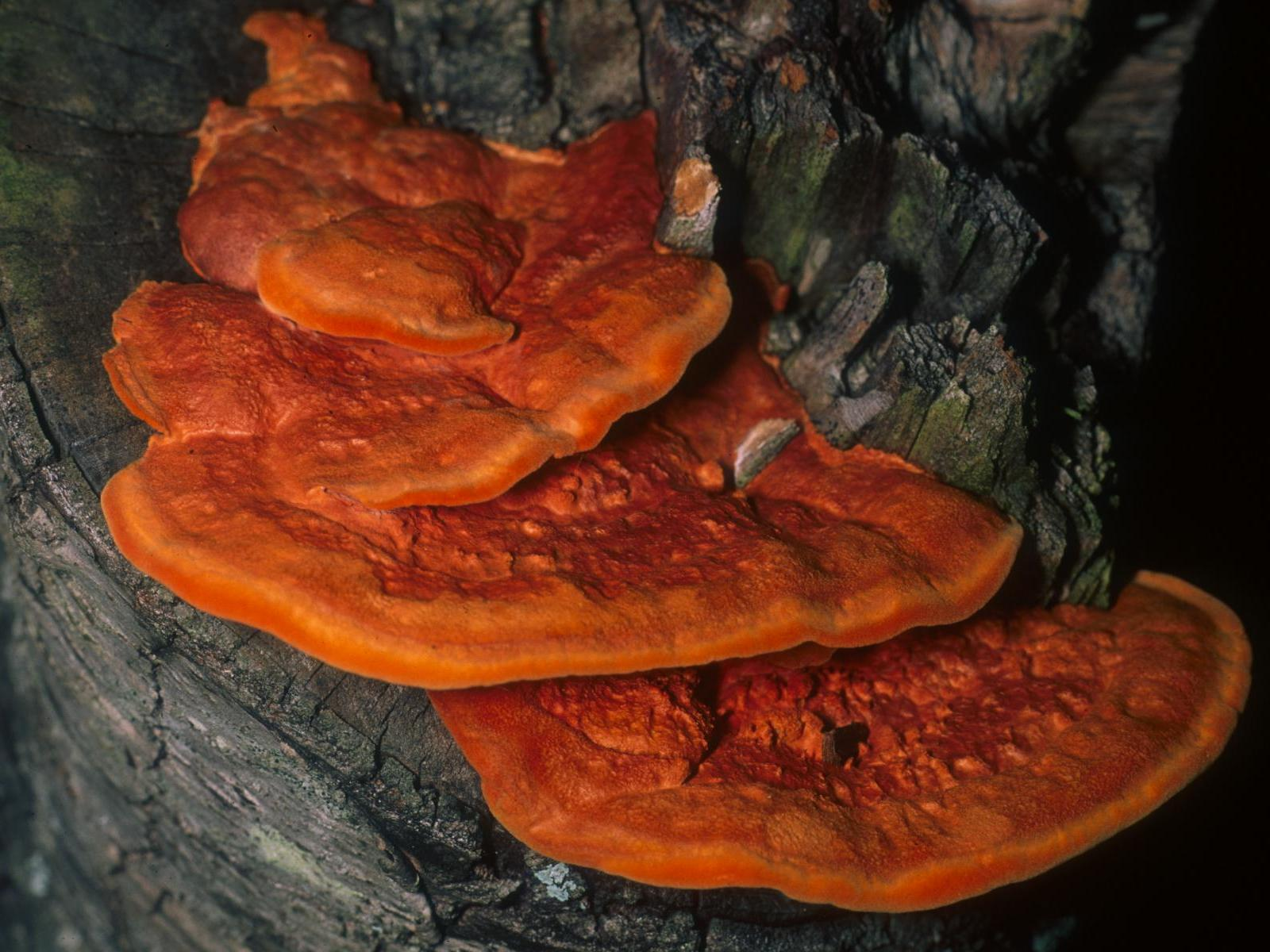
Pycnoporus cinnabarinus

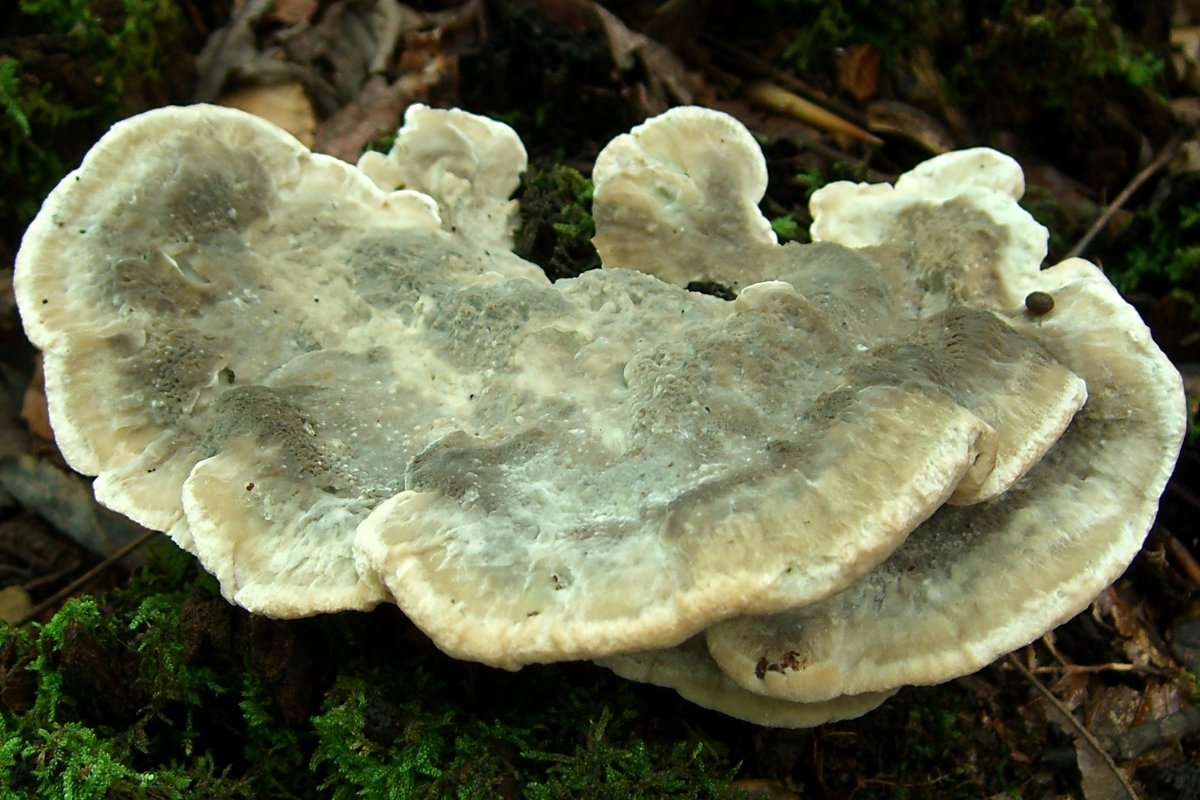
Tyromyces galactinus

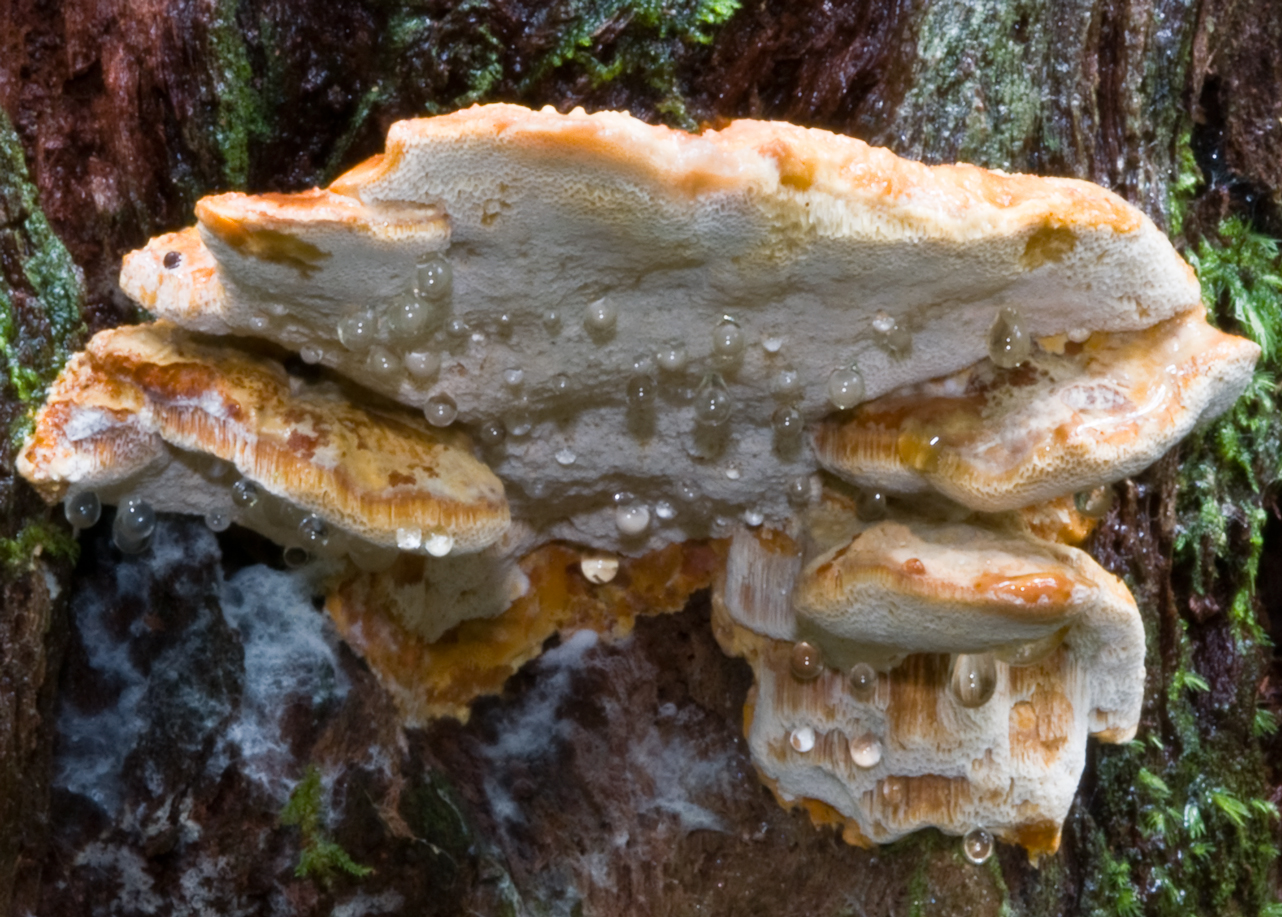
Ryvardenia cretacea

A partir de abril de 2018, o Index Fungorum aceita 114 gêneros e 1621 espécies nas Polyporaceae:
- Abundisporus  Ryvarden (1999);[2] 7 espécies
- Amyloporia  Singer (1944);[3] 5 espécies
- Amyloporiella  A.David & Tortič (1984); 1 espécie
- Atroporus Ryvarden (1973); 3 espécies
- Aurantiporus  Murrill (1905);[4] 5 espécies
- Australoporus  P.K.Buchanan & Ryvarden (1988);[5] 1 espécies
- Austrolentinus  Ryvarden (1991);[6] 1 espécies
- Cellulariella Zmitr. & Malysheva (2014); 2 espécies
- Cerrena  Gray (1821); 7 espécies
- Cerarioporia F.Wu, L.W.Zhou & Jing Si;[7] 1 espécies
- Colospora  Miettinen & Spirin (2015);[8] 1 espécie
- Coriolopsis  Murrill (1905); 21 espécies
- Cryptomphalina  R.Heim (1966);[9] 1 espécie
- Cryptoporus  (Peck) Shear (1902); 2 espécies
- Cystidiophorus  Bondartsev & Ljub. (1963);[10] 1 espécie
- Daedaleopsis  J.Schröt. (1888); 9 espécies
- Datronia  Donk (1966); 8 espécies
- Datroniella  B.K.Cui, Hai J.Li & Y.C.Dai (2014); 5 espécies
- Dentocorticium  (Parmasto) M.J.Larsen & Gilb. (1974); 7 espécies
- Dextrinoporus H.S.Yuan (2018);[11] 1 espécie
- Dichomitus  D.A.Reid (1965); 24 espécies
- Diplomitoporus  Domański (1970); 20 espécies
- Earliella  Murrill (1905); 1 espécie
- Echinochaete  D.A.Reid (1963); 5 espécies
- Epithele  (Pat.) Pat. (1900); 24 espécies
- Epithelopsis  Jülich (1976); 2 espécies
- Erastia  Niemelä & Kinnunen (2005); 1 espécie
- Faerberia  Pouzar (1981); 1 espécie
- Favolus  Fr. (1828); 25 espécies
- Flammeopellis  Y.C.Dai, B.K.Cui & C.L.Zhao (2014);[12] 1 espécie
- Fomes  (Fr.) Fr. (1849); 59 espécies
- Funalia  Pat. (1900); 7 espécies
- Fuscocerrena  Ryvarden (1982); 1 espécie
- Globifomes  Murrill (1904); 1 espécie
- Grammothele  Berk. & M.A.Curtis (1868); 19 espécies
- Grammothelopsis  Jülich (1982); 7 espécies
- Hapalopilus  P.Karst. (1881); 15 espécies
- Haploporus  Bondartsev & Singer (1944); 6 espécies
- Hexagonia  Fr. (1836); 41 espécies
- Hymenogramme  Mont. & Berk. (1844); 1 espécie
- Laccocephalum  McAlpine & Tepper (1895); 5 espécies
- Laetifomes  T.Hatt. (2001); 1 espécie
- Leifiporia Y.C.Dai, F.Wu & C.L.Zhao (2016);[13] 2 espécies
- Leiotrametes Welti & Courtec. (2012); 2 espécies
- Lentinus  Fr. (1825); 120 espécies
- Lenzites  Fr. (1836); 25 espécies
- Leptoporus  Quél. (1886); 12 espécies
- Lignosus  Lloyd ex Torrend (1920); 8 species
- Lithopolyporales  R.K.Kar, N.Sharma, A.Agarwal & R.Kar (2003); 1 espécie
- Lloydella Bres. (1901); 3 espécies
- Lopharia  Kalchbr. & MacOwan (1881); 15 espécies
- Loweporus  J.E.Wright (1976); 8 espécies
- Macrohyporia  I.Johans. & Ryvarden (1979); 3 espécies
- Megasporia  B.K.Cui, Y.C.Dai & Hai J.Li (2013);[14] 7 espécies
- Megasporoporia  Ryvarden & J.E.Wright (1982); 4 espécies[15]
- Megasporoporiella  B.K.Cui, Y.C.Dai & Hai J.Li (2013);[14] 5 espécies
- Melanoderma B.K.Cui & Y.C.Dai (2011); 2 espécies
- Melanoporella Murrill (1907); 1 espécie
- Microporellus  Murrill (1905); 23 espécies
- Microporus  P.Beauv. (1805); 12 espécies
- Mollicarpus  Ginns (1984); 1 espécie[16]
- Mycobonia  Pat. (1894); 1 espécie
- Myriothele  Nakasone (2013);[17] 1 espécie
- Navisporus  Ryvarden (1980); 6 espécies[18]
- Neodatronia B.K.Cui, Hai J.Li & Y.C.Dai (2014); 2 espécies[19]
- Neodictyopus Palacio, Robledo, Reck & Drechsler-Santos; 3 espécies[20]
- Neofavolus  Sotome & T.Hatt. (2013); 4 espécies[21]
- Neofomitella  Y.C.Dai, Hai J.Li & Vlasák (2015); 3 espécies
- Nigrofomes  Murrill (1904); 2 espécies
- Pachykytospora  Kotl. & Pouzar (1963); 3 espécies[22]
- Panus  Fr. (1838); 40 espécies
- Perenniporia  Murrill (1942); 100 espécies
- Perenniporiella  Decock & Ryvarden (2003); 5 espécies
- Perenniporiopsis C.L.Zhao (2017); 1 espécie[23]
- Phaeotrametes  Lloyd ex J.E.Wright (1966); 1 espécie
- Piloporia  Niemelä (1982); 2 espécies
- Podofomes  Pouzar (1966); 3 espécies
- Polyporus  P.Micheli ex Adans. (1763); 279 espécies
- Porogramme  (Pat.) Pat. (1900); 7 espécies
- Poronidulus  Murrill (1904); 2 espécies
- Pseudofavolus  Pat. (1900); 6 espécies
- Pseudopiptoporus  Ryvarden (1980); 2 espécies[18]
- Pseudomegasporoporia 1 espécie[24]
- Pycnoporus  P.Karst. (1881); 4 espécies
- Pyrofomes  Kotl. & Pouzar (1964); 7 espécies
- Roseofavolus T.Hatt. (2003);[25] 1 espécie
- Royoporus  A.B.De (1996); 2 espécies[26]
- Rubroporus  Log.-Leite, Ryvarden & Groposo (2002); 2 espécies[27]
- Ryvardenia  Rajchenb. (1994); 2 espécies[28]
- Sarcoporia P.Karst. (1894); 3 espécies
- Skeletocutis  Kotl. & Pouzar (1958); 43 espécies
- Sparsitubus  L.W.Hsu & J.D.Zhao (1980); 1 espécie[29]
- Spongipellis  Pat. (1887); 9 espécies
- Stiptophyllum  Ryvarden (1973); 1 espécie[30]
- Thermophymatospora  Udagawa, Awao & Abdullah (1986); 1 espécie
- Tinctoporellus  Ryvarden (1979); 4 espécies[31]
- Trametes  Fr. (1836); 195 espécies
- Trametopsis  Tomšovský (2008); 1 espécie[32]
- Tyromyces  P.Karst. (1881); 119 espécies
- Truncospora  Pilát (1953); 10 espécies
- Vanderbylia  D.A.Reid (1973); 7 espécies[33]
- Wolfiporia  Ryvarden & Gilb. (1984); 6 espécies[34]
- Xerotus  Fr. (1828); 16 espécies
- Yuchengia  B.K.Cui & Steffen (2013);[35] 1 espécie

Em uma classificação de nível familiar proposta para os Polyporales baseada na filogenética molecular, Alfredo Justo e colegas propõem a sinonímia dos Ganodermataceae com os Polyporaceae, e aceitam 44 gêneros nesta família:  Abundisporus, Amauroderma, Cerarioporia, Colospora, Cryptoporus, Datronia, Datroniella, Dendrodontia, Dentocorticium, Dichomitus, Donkioporia, Earliella, Echinochaete, Epithele, Favolus, Fomes, Fomitella, Ganoderma, Grammothele, Grammothelopsis, Hexagonia, Haploporus, Hornodermoporus, Lentinus, Lignosus, Lopharia, Megasporia, Megasporoporia, Melanoderma, Microporellus, Microporus, Neodatronia, Neofavolus, Pachykytospora, Perenniporia, Perenniporiella, Pseudofavolus, Pyrofomes, Tinctoporellus, Tomophagus, Trametes, Truncospora, Vanderbylia, and Yuchengia.

## References
1. ↑  Kirk, P.M. «Species Fungorum (version 28th March 2018). In: Species 2000 & ITIS Catalogue of Life». Consultado em 9 de abril de 2018
2. ↑  Ryvarden, Leif (1998). «African polypores: A review». Belgian Journal of Botany. 131: 150–155
3. ↑  Singer, Rolf (1944). «Notes on taxonomy and nomenclature of the polypores». Mycologia. 36 (1): 65–69. JSTOR 3754880. doi:10.2307/3754880
4. ↑  Murrill, William Alphonso (1905). «The Polyporaceae of North America: XII. A synopsis of the white and bright-colored pileate species». Bulletin of the Torrey Botanical Club. 32 (9): 469–494. doi:10.2307/2478463
5. ↑  Buchanan, P.K.; Ryvarden, L. (1988). «Type studies in the Polyporaceae – 18. Species described by G.H. Cunningham». Mycotaxon. 31 (1): 1–38
6. ↑  Ryvarden, Leif (1991). Genera of Polypores, Nomenclature and Taxonomy. Col: Synopsis Fungorum. 5. [S.l.: s.n.] p. 115. ISBN 978-8290724103
7. ↑  Wu, Fang; Zhou, Li-Wei; Yuan, Yuan; Tian, Xue-Mei; Si, Jing (2016). «Cerarioporia cystidiata gen. et sp. nov. (Polyporales, Basidiomycota) evidenced by morphological characters and molecular phylogeny». Phytotaxa. 280 (1): 55–62. doi:10.11646/phytotaxa.280.1.5
8. ↑  Ariyawansa Hiran A.; Hyde, Kevin D.; Jayasiri, Subashini C.;  et al. (2015). «Fungal diversity notes 111–252 – taxonomic and phylogenetic contributions to fungal taxa». Fungal Diversity. 75 (1): 27–274. doi:10.1007/s13225-015-0346-5
9. ↑  Heim, R. (1966). «Breves diagnoses latinae novitatum genericarum specificarumque nuper descriptarum». Revue de Mycologie. 30: 231–241
10. ↑  Bondartsev, A.; Ljubarsky, L.V. (1963). «Genus novum et species novae Polyporacearum in Oriente extremo inventae». Botanicheskie Materialy Otdela Sporovyh Rastenij Botanicheskogo Instituti Imeni V.L. Komarova. 16: 125–133
11. ↑  Yuan, H.S.; Qin, W.M. (2018). «Multiple genes phylogeny and morphological characters reveal Dextrinoporus aquaticus gen. et sp. nov. (Polyporales, Basidiomycota) from southern China». Mycological Progress. doi:10.1007/s11557-018-1392-7
12. ↑  Chang-Lin Zhao; Xin-Sheng He; Kun-Yuan Wanghe; Bao-Kai Cui; Yu-Cheng Dai (2014). «Flammeopellis bambusicola gen. et. sp. nov. (Polyporales, Basidiomycota) evidenced by morphological characters and phylogenetic analysis». Mycological Progress. 13 (3): 771–780. doi:10.1007/s11557-014-0960-8
13. ↑  Zhao, Changlin; Wu, Fang; Dai, Yu-Cheng (2016). «Leifiporia rhizomorpha gen. et sp. nov. and L. eucalypti comb. nov. in Polyporaceae (Basidiomycota)». Mycological Progress. 15: 799–808. doi:10.1007/s11557-016-1210-z
14. 1 2  Li, Hai-Jiao; Cui, Bao-Kai (2013). «Taxonomy and phylogeny of the genus Megasporoporia and its related genera». Mycologia. 105 (2): 368–383. PMID 23099513. doi:10.3852/12-114
15. ↑  Ryvarden, L.; Wright, J.E.; Rajchenberg, M. (1982). «Megasporoporia, a new genus of resupinate polypores». Mycotaxon. 16 (1): 172–182
16. ↑  Ginns, J. (1984). «Mollicarpus gen. nov. (Polyporaceae) with notes on Coriolopsis byrsina, Phellinus crocatus, and Polystictus crocatus var. sibiricus». Mycotaxon. 19: 71–80
17. ↑  Nakasone, K.K. (2013). «Taxonomy of Epithele (Polyporales, Basidiomycota)». Sydowia. 65: 59–112
18. 1 2  Ryvarden, Leif; Johansen, I. «A preliminary polypore flora of East Africa». Oslo: Fungiflora: 443; 523
19. ↑  Li, H.J.; Cui, B.K.; Dai, Y.C. (2014). «Taxonomy and multi-gene phylogeny of Datronia (Polyporales, Basidiomycota)». Persoonia. 32: 170–182. PMC 4150076. PMID 25264389. doi:10.3767/003158514X681828
20. ↑  Palacio, Melissa; Robledo, Gerardo Lucio; Reck, Mateus Arduvino; Grassi, Emanuel; Góes-Neto, Aristóteles; Drechsler-Santos, Elisandro Ricardo (2017). «Decrypting the Polyporus dictyopus complex: Recovery of Atroporus Ryvarden and segregation of Neodictyopus gen. nov. (Polyporales, Basidiomyocta)». PLOS ONE. 12 (10): e0186183. PMC 5648139. PMID 29049417. doi:10.1371/journal.pone.0186183
21. ↑  Sotome, Kozue; Akagi, Yasunori; Lee, Su See; Ishikawa, Noemia K.; Hattori, Tsutomu (2013). «Taxonomic study of Favolus and Neofavolus gen. nov. segregated from Polyporus (Basidiomycota, Polyporales)». Fungal Diversity. 58 (1): 245–266. doi:10.1007/s13225-012-0213-6
22. ↑  Kotlába, F.; Pouzar, Z. (1963). «A new genus of the Polypores –Pachykytospora gen. nov.». Ceská Mykologie. 17 (1): 27–34
23. ↑  Wu, Zi-Qiang; Liu, Wei-Li; Wang, Zheng-Hui; Zhao, Chang-Lin (2017). «Perenniporiopsis, a new polypore genus segregated from Perenniporia (Polyporales)». Cryptogamie, Mycologie. 38 (3): 285–299. doi:10.7872/crym/v38.iss3.2017.285
24. ↑  Ji, Xiao-Hong; Wu, Fang (2017). «Pseudomegasporoporia neriicola gen. et sp. nov. (Polyporaceae, Basidiomycota) from East Asia». Nova Hedwigia. 105 (3–4): 435–443. doi:10.1127/nova_hedwigia/2017/0424
25. ↑  Hattori, Tsutomu (2003). «Type studies of the polypores described by E.J.H. Corner from Asia and West Pacific Areas. VI. Species described in Tyromyces (3), Cristelloporia, Grifola, Hapalopilus, Heterobasidion, Ischnoderma, Loweporus and Steccherinum». Mycoscience. 44 (6): 453–463. doi:10.1007/s10267-003-0139-7
26. ↑  De, A.B. (1996). «Royoporus – a new genus for Favolus spathulatus». Mycotaxon. 60: 143–148
27. ↑  Loguercio-Leite, Clarice; Ryvarden, Leif; Groposo, Claudia (2002). «Studies in neotropical polypores 16. Rubroporus carneoporis genus & species nova». Mycotaxon. 83: 223–227
28. ↑  Rajchenberg, Mario (1994). «A taxonomic study of the subantarctic Piptoporus (Polyporaceae, Basidiomycetes) I». Nordic Journal of Botany. 14 (4): 435–449. doi:10.1111/j.1756-1051.1994.tb00629.x
29. ↑  Xu, L.W.; Zhao, J.D. (1980). «[A new genus of Polyporaceae from China]. Acta Microbiologica Sinica» (em chinês). 20: 236–239
30. ↑  Ryvarden, L. (1973). «New genera in the Polyporaceae». Norwegian Journal of Botany. 20 (1): 1–5
31. ↑  Ryvarden, L. (1979). «Porogramme and related genera». Transactions of the British Mycological Society. 73 (3): 9–19. doi:10.1016/s0007-1536(79)80066-2
32. ↑  Tomsovsky, M. (2008). «Molecular phylogeny and taxonomic position of Trametes cervina and description of the new genus Trametopsis». Czech Mycology. 60 (1): 1–11
33. ↑  Reid, D.A. (1973). «A reappraisal of type and authentic specimens of Basidiomycetes in the van der Byl herbarium, Stellenbosch». South African Journal of Botany. 39 (2): 141–178
34. ↑  Ginns, J. (1984). «New names, new combinations and new synonymy in the Corticiaceae, Hymenochaetaceae and Polyporaceae». Mycotaxon. 21: 325–333
35. ↑  Zhao, Chang-Lin; Cui, Bao-Kai; Steffen, Karl Timo (2013). «Yuchengia, a new polypore genus segregated from Perenniporia (Polyporales, Basidiomycota)». Mycoscience. 31 (3): 331–338. doi:10.1111/j.1756-1051.2012.00003.x
36. ↑  Justo, Alfredo; Miettinen, Otto; Floudas, Dimitrios; Ortiz-Santana, Beatriz; Sjökvist, Elisabet; Lindner, Daniel; Nakasone, Karen; Niemelä, Tuomo; Larsson, Karl-Henrik; Ryvarden, Leif; Hibbett, David S. (2017). «A revised family-level classification of the Polyporales (Basidiomycota)». Fungal Biology. 121: 798–824. PMID 28800851. doi:10.1016/j.funbio.2017.05.010